# 温泉地熱料理

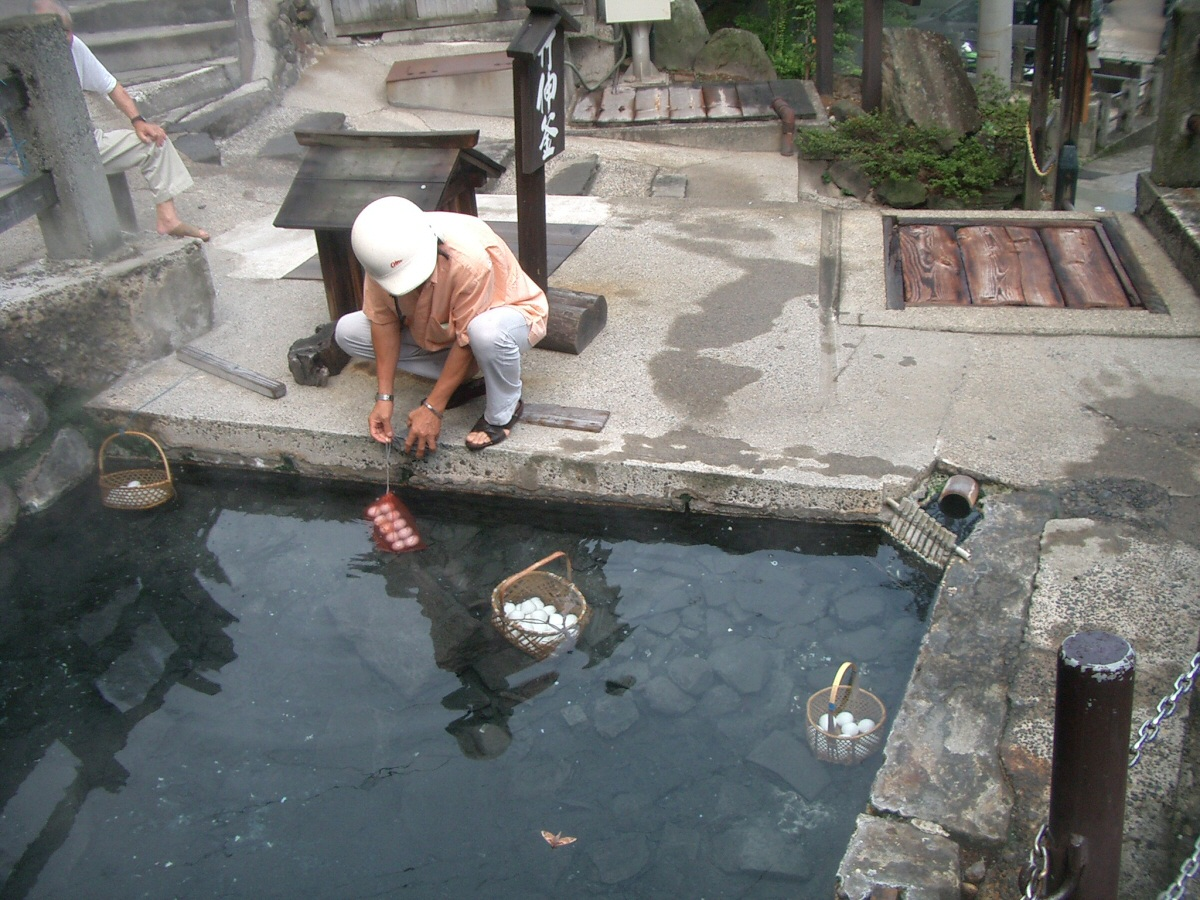
野沢温泉の麻釜（おがま）で卵を茹でる様子（長野県）

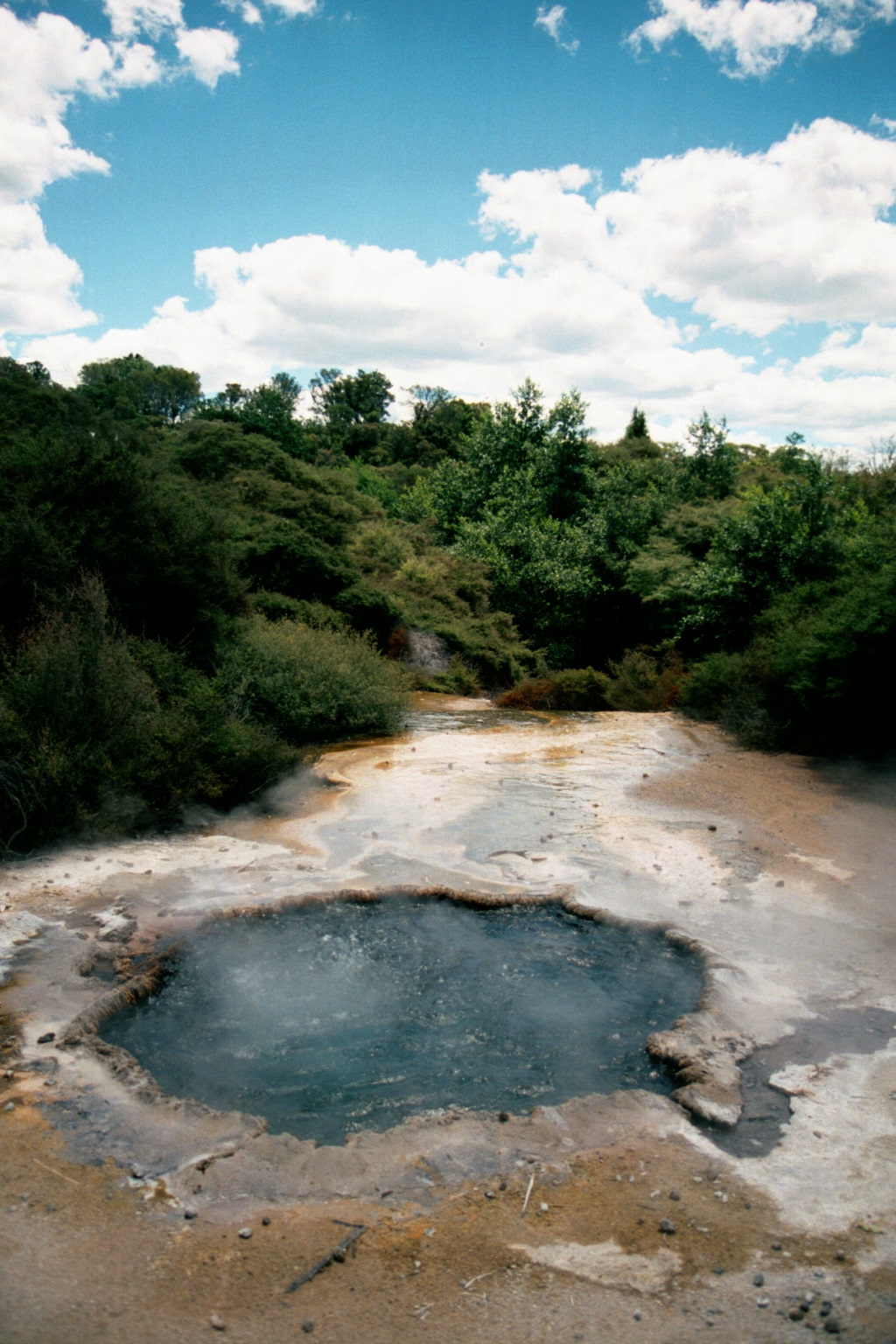
ニュージーランドのロトルアにあるファカレワレワ・ビレッジにてマオリが今でも利用する調理用温泉

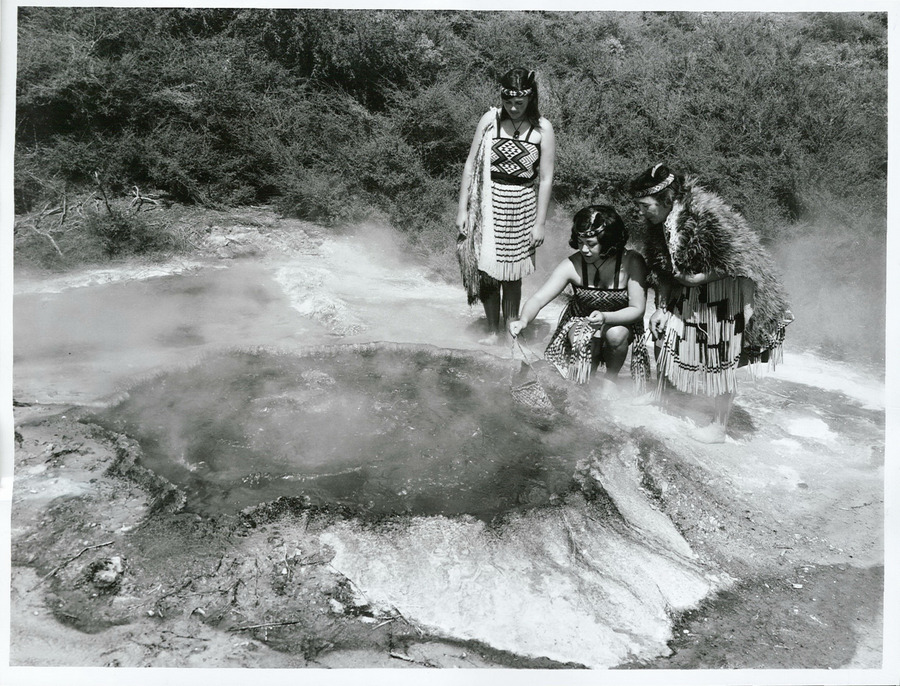
伝統衣装で少女に温泉での野菜の料理の仕方を教えるファカレワレワのマオリ女性たち（ニュージーランド）

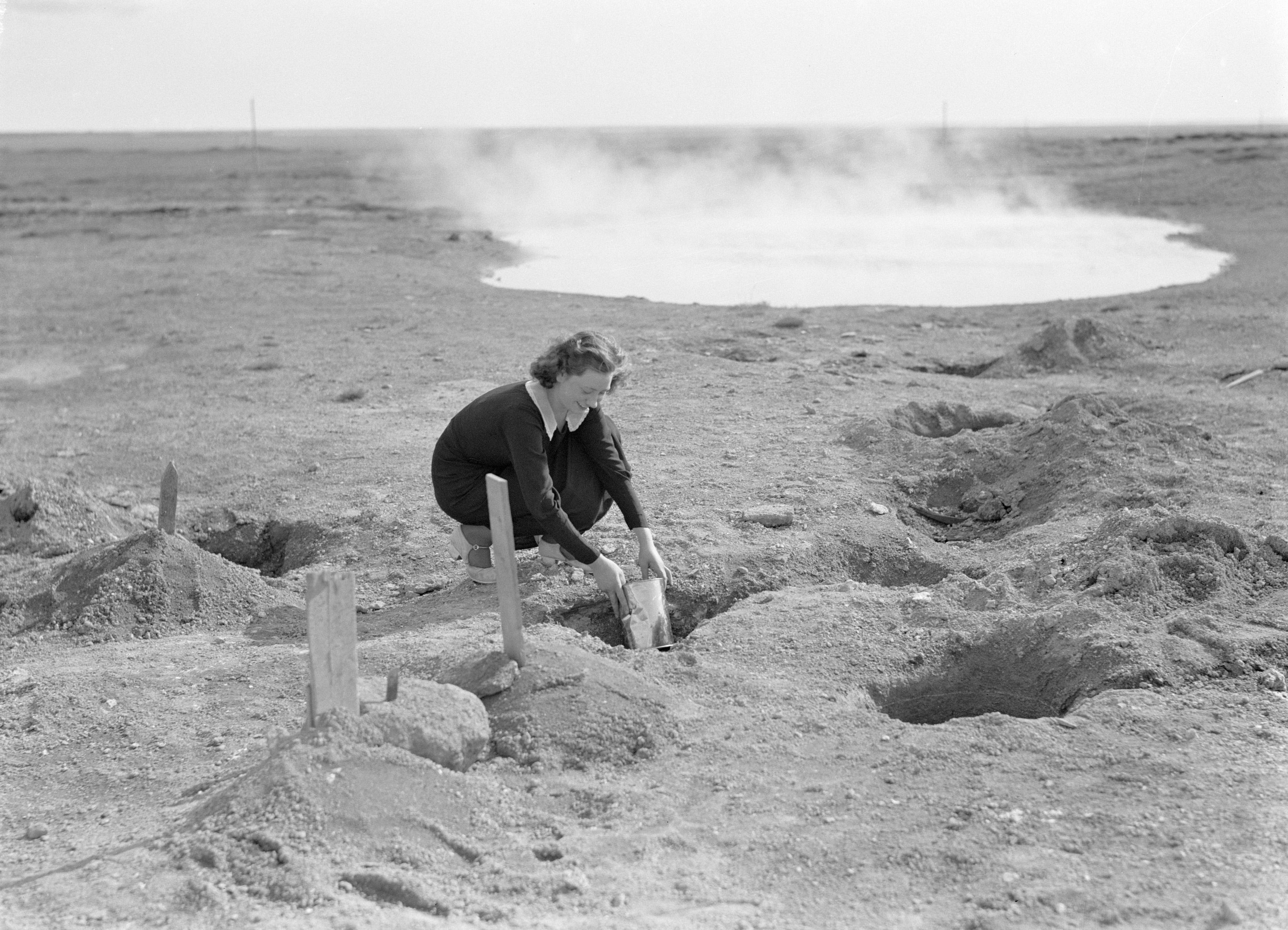
缶に入れた「茶色いパン」の生地を、熱い砂に埋めてパンを調理しようとしている女性（アイスランドのロイガルヴァトン、1930年代）

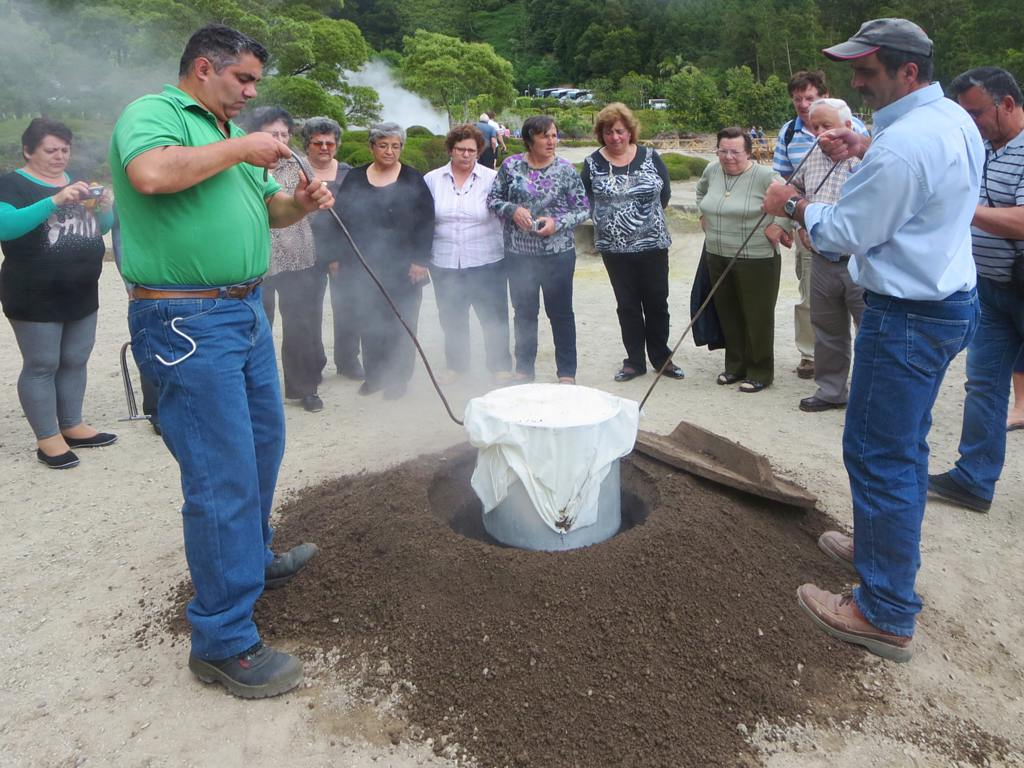
アゾレス諸島でシチューの材料が入った鍋を地熱と蒸気で料理すべく「地下オーブン」内に下していく作業

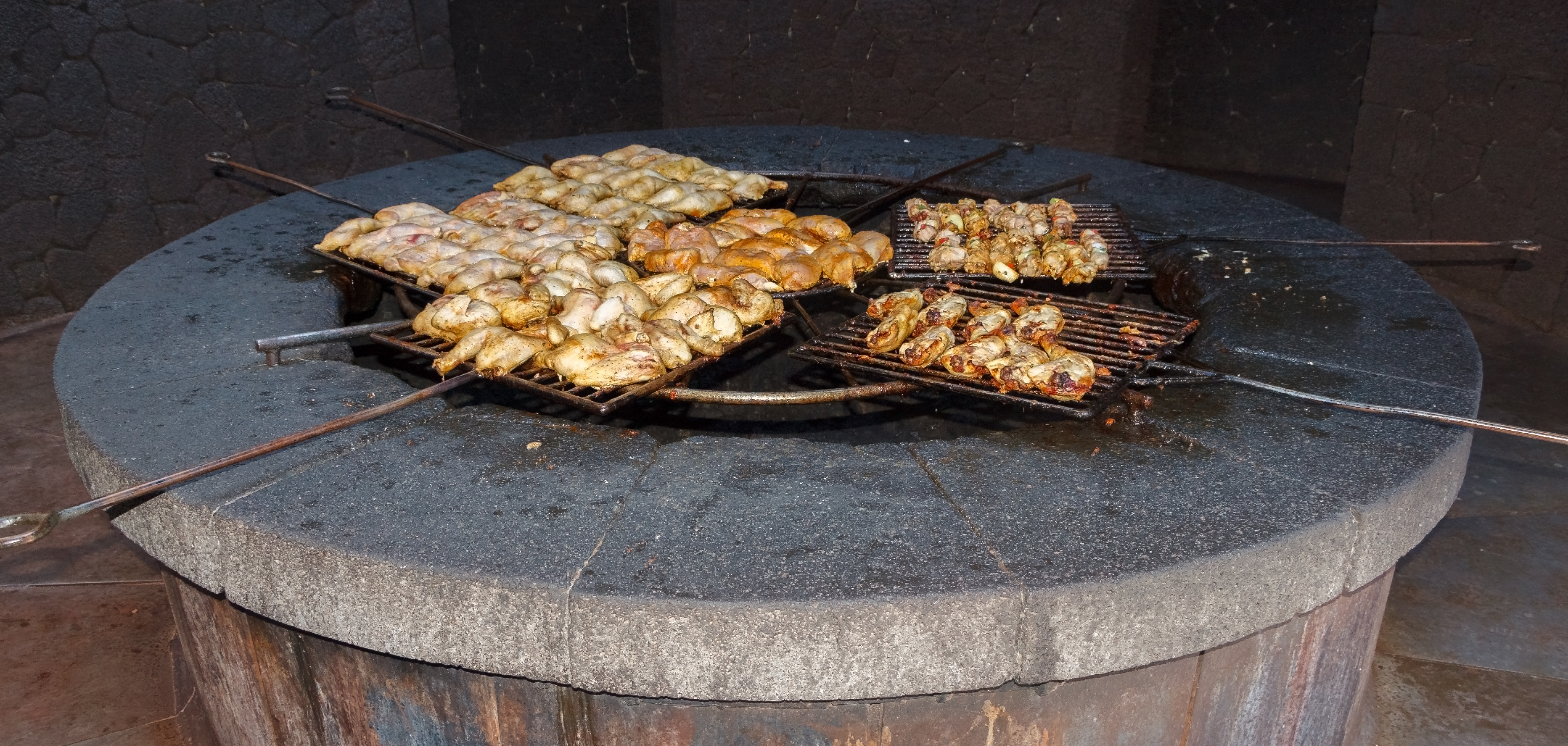
カナリア諸島ランサローテ島ティマンファヤ国立公園のマグマ熱放射を利用したバーべーキューの様子

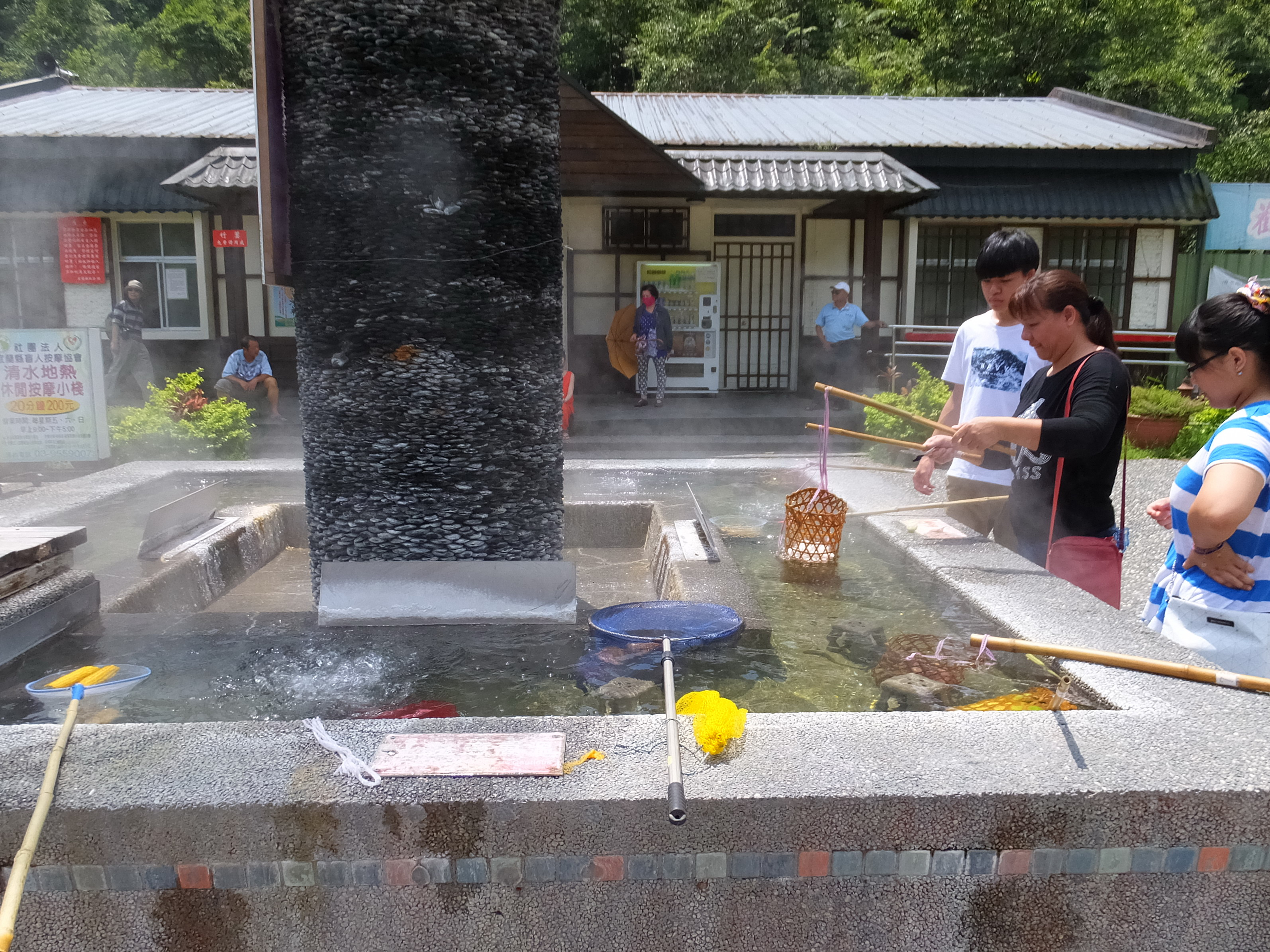
台湾の清水地熱公園で温泉源泉から引かれた湯を利用し食材を茹でる様子

温泉地熱料理（おんせんちねつりょうり）とは、自然の温泉湯、温泉や間欠泉の蒸気熱、マグマの熱放射、地熱などを利用し、食品を加熱や加工をする料理法、またこの料理法で作られた料理や食品（温泉地熱食品）である。再生可能なエネルギーを利用する点で持続可能性のある料理法だが、地熱活動の活発地域での利用に限られる地理的制限がある。
日本では地獄蒸しが有名だが、アイスランドのライ麦パンであるルグブロイスの地熱利用や、ニュージーランドのマオリ伝統のハンギ料理（マオリ語: Hāngī）での温泉湯、蒸気、噴気孔利用などがある。
2020年には、米国のマサチューセッツ工科大学とスペインのアルカラ大学の研究チームがタンザニアのオルドヴァイ峡谷で140万年前に人類の祖先が火を利用する以前に温泉を利用して肉や植物を調理していたかもしれないという説を発表して注目を集めた。もっとも現在までの研究はヒト科の住居が地熱活動活発地帯に存在していたという内容で、実際人類の祖先が温泉を使って調理をしていたという直接的証拠は示しておらず、あくまで今後エビデンスを見つけるため研究を続けるという仮説である。

## 世界の温泉地熱料理

### 日本
- 地獄蒸し
- 野沢菜
- 温泉卵

### アイスランド
ルグブロイスはアイスランドでよく食べられるダークライ麦パンだが、地熱活動が活発な地域では地面に掘った穴に密封された容器に入ったルグブロイスの生地を埋めて、地熱と温泉水を利用して24時間かけて低温蒸し焼きにするカヴェラブロイス（アイスランド語: hverabrauð、温泉パン）がある。
また間欠泉を利用したコミュニティの人たちが共有利用している地熱オーブン（geothermal oven）がある。

### アゾレス諸島（ポルトガル領自治地域）
アゾレス諸島のフルナス（en:Furnas）では地面に掘られた穴に密封された鍋を埋め5-6時間調理したコジード・ダス・フルナス（葡: cozido das Furnas）という地熱と蒸気の熱源を利用した肉と野菜のシチューがあるこれはポルトガルやスペインの伝統料理コジードのフルナス風で、地熱利用のほかに、よく使われる材料の血のソーセージであるモルセラ（葡: morcela）がシナモン風味なことや、タロイモが使われることが特徴である。

### イタリア
ナポリ湾の西部に浮かぶイスキア島では浜辺に温泉が湧き、古代ローマの時代から入浴に使われていた。また小島ということもあって熱源となる燃料や真水に乏しく、古くから地元住民は卵やジャガイモを持ち寄って温泉を料理に利用していた。源泉の温度は約82度だが、砂を掘ると177度に達する。現在も地元のレストランがこの地熱を利用した調理した料理を提供している。
イスキア島の住民全員に調理場は解放されているが、水温が90℃（華氏194度）の調理場もあり、それらの調理場近くには火傷を負わないよう警告文が設置されている。

### カナリア諸島（スペイン自治州）
カナリア諸島ランサローテ島にある火山地形のティマンファヤ国立公園（Timanfaya National Park）では、カルデラ火口のエリアに設けられたレストランでマグマの熱を利用したたバーベキュースタイルの肉料理が提供されている活火山火口に建設するため建物は9層の玄武岩の上に建てられており、その一部が丸くくり抜かれた上に金属製のグリルが設置され、下から立ち上ってくる400度から600度というマグマの熱放射によって食材が焼かれている。

### ニュージーランド
マオリ人は、温泉に食材が入った籠を垂らして調理していた。地面に穴を掘り、地熱で蒸して調理するハンギも行われた。

### アメリカ合衆国
英語ではgeothermal cookingと呼ばれ、ネイティブアメリカンは一万年以上前から温泉を料理に使っていた。
またハワイ先住人はかつてキラウエア火口エリアの噴気孔を利用して豚を丸ごと調理していた。

### 台湾
台湾東北部の宜蘭県にある清水地熱公園は地熱活動活発地帯の為地熱発電所が建設された際に併設された公園である。公園内に設置された3ヶ所の「食物調理湯」には温度が95度の源泉から湯が引かれ、来訪者は卵、タロイモ、トウモロコシなどを入れた長い取っ手に吊り下げられた竹カゴを釣りの要領で湯に浸し温泉茹で料理を堪能することが可能である。

### タイ
チェーソーン国立公園では自分でカゴに入れた卵を料理出来るほか、ドーイ・サケット温泉やサンカムペーン温泉では卵を温泉で調理してもらうことができる。

## 温泉地熱料理の制限や課題
温泉地熱料理の顕著な制限は前述の通り地熱活動の活発地域での利用に限られる地理的制限である。日本の場合地熱の活用可能とみられる多くの地域が国立公園などの法的に保護された地域にあり、利用が難しいこともある。